# 1000-km-Rennen von Kristianstad 1957

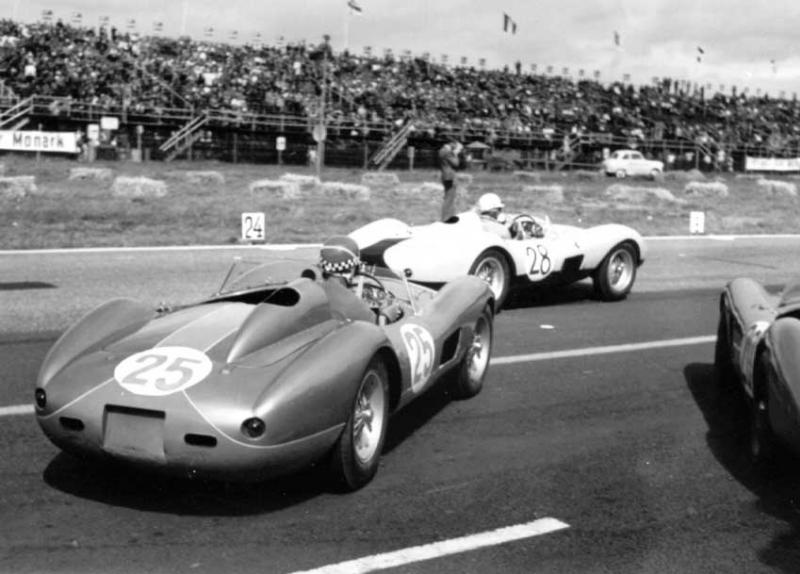
Rennstart: Gino Munaron im Ferrari 500TRC (Startnummer 28) vor Curt Lincoln in einem weiteren 500TRC (Startnummer 25)

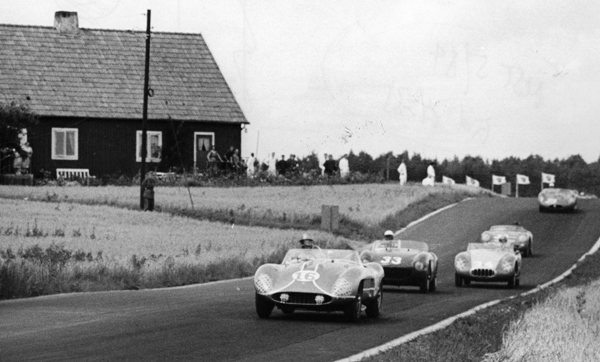
Carl-Otto Bremer führt im Ferrari 750 Monza eine Gruppe von Rennfahrzeugen an

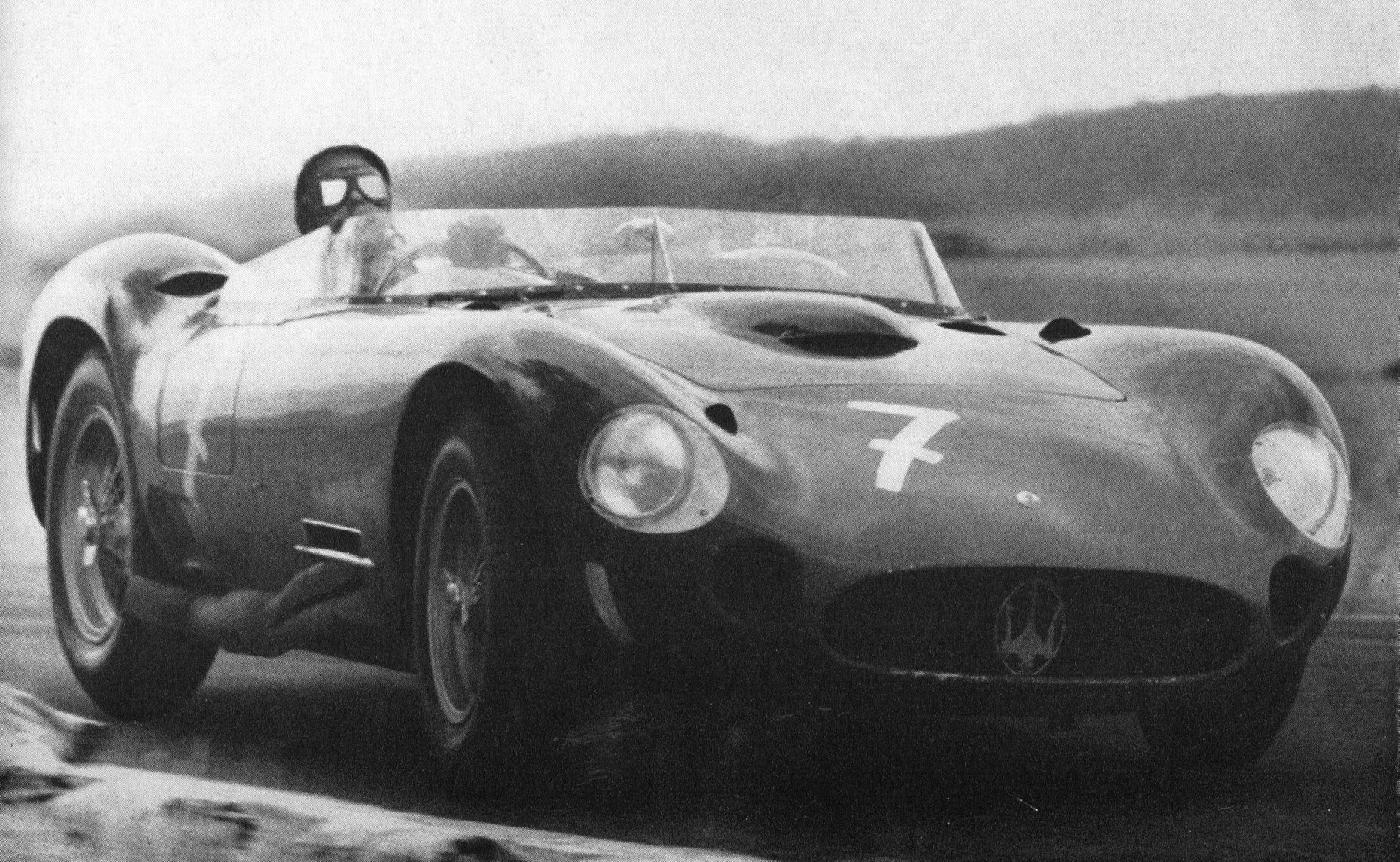
Jean Behra im Maserati 450S bei seiner Siegesfahrt

Das 1000-km-Rennen von Kristianstad 1957, auch Sveriges GP, 6 Hours, Rabelöf, Kristianstad, fand am 11. August auf der Rennstrecke von Råbelövsbanan statt und war der sechste Wertungslauf der Sportwagen-Weltmeisterschaft dieses Jahres.

## Ferrari-Typen
Durch einen Zufall der Meldungen war bei diesem Rennen so gut wie alle Ferrari-Rennsportwagenmodelle der zweiten Hälfte der 1950er-Jahre bei diesem Langstreckenrennen am Start. Die Werksmannschaft fuhr den 335 Sport. Private Rennteams aus Italien, Frankreich, Belgien, Schweden und Finnland folgende Typen: 750 Monza, 500TRC, 500TR, 290MM, 500 Mondial und 250TR.

## Das Rennen
Vor dem Rennen führte Ferrari in der Weltmeisterschaft mit 27 Punkten vor Maserati mit 19 Punkten. Nach der Absage der RAC Tourist Trophy in Dundrod musste Maserati in Schweden gewinnen und kein Ferrari durfte besser als auf dem fünften Rang platziert sein, damit der Weltmeistertitel noch möglich war. Was zum Zeitpunkt des Rennens niemand wusste, war der Umstand, dass die Verantwortlichen der FIA das im November gefahrene 1000-km-Rennen von Caracas Ende August mit einem Weltmeisterschaftsstatus versahen und damit die Meisterschaft in Kristianstad in keiner Weise entschieden wurde.
Maserati meldete zwei 450S, bei denen die Leistung gedrosselt wurde um die Haltbarkeit zu erhöhen. Mike Hawthorn berichtete nach dem Rennen, das es ihm leichtfiel Stirling Moss zu folgen; allerdings überforderte der dabei die Bremsen des 335 Sport was zu einigen Ausrutschern in die umliegenden Weizenfelder führte. Auch Phil Hill und Peter Collins mühten sich mit nachlassender Bremskraft um den Kurs, belegten aber hinter Moss und Jean Behra im 450S den zweiten Rang. Drei Wochen wähnte man sich bei Ferrari als neuer Weltmeister, ehe die skurrile FIA-Entscheidung alles wieder aufhob.

## Ergebnisse

### Schlussklassement
| 1               | S + 2.0 | 7  | Officine Alfieri Maserati | Jean Behra Stirling Moss                                    | Maserati 450S         | 145 |
| 2               | S + 2.0 | 4  | Scuderia Ferrari          | Phil Hill Peter Collins                                     | Ferrari 335 Sport     | 144 |
| 3               | S + 2.0 | 9  | Officine Alfieri Maserati | Joakim Bonnier Giorgio Scarlatti Harry Schell Stirling Moss | Maserati 300S         | 138 |
| 4               | S + 2.0 | 3  | Scuderia Ferrari          | Mike Hawthorn Luigi Musso                                   | Ferrari 335 Sport     | 134 |
| 5               | S + 2.0 | 10 | Equipe Nationale Belge    | Alain de Changy Claude Dubois                               | Jaguar D-Type         | 132 |
| 6               | S + 2.0 | 16 | Ferrari Svezia            | Carl-Otto Bremer Esko Keinänen                              | Ferrari 750 Monza     | 132 |
| 7               | S + 2.0 | 14 | Ferrari Svezia            | Erik Carlsson John Kvarnström                               | Ferrari 750 Monza     | 130 |
| 8               | S + 2.0 | 1  | Ecurie Ecosse             | Jock Lawrence Archie Scott-Brown                            | Jaguar D-Type         | 129 |
| 9               | S 2.0   | 25 | Scuderia Askolin          | Curt Lincoln Heimo Hietarinta                               | Ferrari 500TRC        | 129 |
| 10              | S 2.0   | 28 | Gino Munaron              | Gino Munaron Julio-Batista Falla                            | Ferrari 500TRC        | 128 |
| 11              | S + 2.0 | 2  | Ecurie Ecosse             | Ninian Sanderson Jack Fairman                               | Jaguar D-Type         | 126 |
| 12              | S 2.0   | 21 | Equipe Nationale Belge    | Georges Harris André Liekens                                | Ferrari 500TRC        | 126 |
| 13              | S 2.0   | 30 | Gert Kaiser               | Gert Kaiser Harald Kronegard                                | Porsche 550 RS Spyder | 125 |
| 14              | S 2.0   | 20 | François Picard           | François Picard Jean Lucas                                  | Ferrari 500TR         | 121 |
| 15              | S 2.0   | 26 | Scuderia Askolin          | Lars Finnilä Seppo Rikkilä                                  | Ferrari 500TR         | 120 |
| 16              | S 2.0   | 24 | Jon Fast                  | Jon Fast Gunnar Bengtsson                                   | Osca MT4 1500         | 120 |
| 17              | S 2.0   | 22 | Equipe Nationale Belge    | Yves Tassin Georges Hacquin                                 | Porsche 550 RS Spyder | 116 |
| 18              | S 2.0   | 35 | Team Lotus                | Cliff Allison Innes Ireland                                 | Lotus Eleven          | 115 |
| Nicht klassiert |         |    |                           |                                                             |                       |     |
| 19              | S 2.0   | 36 | Team Lotus                | Peter Ashdown Alan Stacey                                   | Lotus Eleven          | 100 |
| 20              | S 2.0   | 27 | Mike Anthony              | Bill Frost Mike Anthony                                     | Lotus Eleven          | 91  |
| Ausgefallen     |         |    |                           |                                                             |                       |     |
| 21              | S 2.0   | 24 | Ecurie Bonnier            | Erik Lundgren Carl-Gunnar Hammarlund                        | Maserati 200SI        | 81  |
| 22              | S + 2.0 | 8  | Officine Alfieri Maserati | Stirling Moss Harry Schell                                  | Maserati 450S         | 69  |
| 23              | S + 2.0 | 11 | Equipe Nationale Belge    | Willy Mairesse Michel Ringoir                               | Ferrari 290MM         | 61  |
| 24              | S 2.0   | 33 | Bengt Martenson           | Bengt Martenson Björn Martenson                             | Ferrari 500 Mondial   | 61  |
| 25              | S + 2.0 | 5  | Scuderia Ferrari          | Olivier Gendebien Maurice Trintignant                       | Ferrari 250TR         | 43  |
| 26              | S 2.0   | 23 | José Behra                | José Behra Léon Coulibeuf                                   | Maserati 200SI        | 43  |
| 27              | S + 2.0 | 6  | Scuderia Ferrari          | Masten Gregory Wolfgang Seidel                              | Ferrari 250TR         | 30  |
| 28              | S 2.0   | 31 | Automobili Osca           | Alejandro de Tomaso Isabelle Haskell                        | Osca S1500            | 30  |
| 29              | S + 2.0 | 12 | Equipe Nationale Belge    | Jan de Vroom Jacques Swaters                                | Ferrari 290MM         | 23  |
| Nicht gestartet |         |    |                           |                                                             |                       |     |
| 30              | S + 2.0 | 15 | Ferrari Svezia            | Erik Carlsson Grus-Olle Persson                             | Ferrari 750 Monza     | 1   |

1 Unfall im Training

### Nur in der Meldeliste
Hier finden sich Teams, Fahrer und Fahrzeuge, die ursprünglich für das Rennen gemeldet waren, aber aus den unterschiedlichsten Gründen daran nicht teilnahmen.
| Pos. | Klasse | Nr. | Team               | Fahrer                            | Chassis         |
| ---- | ------ | --- | ------------------ | --------------------------------- | --------------- |
| 31   | S 2.0  |     | Porsche            | Edgar Barth                       | Porsche 718 RSK |
| 32   | S 2.0  | 29  | Scuderia Palan     | Julius Voigt-Nielsen "Ilmigias"   | Porsche 550     |
| 33   | S 2.0  | 32  | Lance Reventlow    | Lance Reventlow Roy Salvadori     | Maserati 200S   |
| 34   | S 2.0  | 33  | Porsche            | Umberto Maglioli Edgar Barth      | Porsche 718 RSK |
| 35   | S 2.0  | 34  | Adrian Conan Doyle | Adrian Conan Doyle Franco Cortese | Ferrari 500TR   |

### Klassensieger
| Fahrer  | Fahrer       | Fahrzeug         | Platzierung im Gesamtklassement |            |
| ------- | ------------ | ---------------- | ------------------------------- | ---------- |
| S + 2.0 | Jean Behra   | Stirling Moss    | Aston Martin DBR1/300           | Gesamtsieg |
| S 2.0   | Curt Lincoln | Heimo Hietarinta | Ferrari 500TRC                  | Rang 9     |

### Renndaten
- Gemeldet: 35
- Gestartet: 29
- Gewertet: 18
- Rennklassen: 2
- Zuschauer: 30000
- Wetter am Renntag: warm, leichter Regen zur Mitte des Rennens
- Streckenlänge: 6,537 km
- Fahrzeit des Siegerteams: 6:01:01.100 Stunden
- Gesamtrunden des Siegerteams: 145
- Gesamtdistanz des Siegerteams: 947,865 km
- Siegerschnitt: 157,532 km/h
- Schnellste Trainingszeit: Jean Behra – Maserati 450S (#7) – 1:22,500 = 167.021 km/h
- Schnellste Rennrunde: Jean Behra – Maserati 450S (#7) – 1:20,900 = 140,730 km/h
- Rennserie: 6. Lauf zur Sportwagen-Weltmeisterschaft 1957